# Highland (Kansas)
Pour les articles homonymes, voir Highland.
Highland est une ville américaine située dans le comté de Doniphan, au Kansas. Selon le recensement de 2020, sa population est de 1 012 habitants.